# OpenShot
OpenShot je svobodný a otevřený nelineární program pro střih videa (videoeditor). Je napsán v Pythonu a používá MLT framework. Projekt byl zahájen v srpnu 2008 Jonathanem Thomasem s cílem vytvořit stabilní a snadno použitelný video editor. Je určený pro operační systémy Linux, FreeBSD, macOS a Windows.